# Pierre-Jean de Sales Laterrière
 (mars 2012).
Si vous disposez d'ouvrages ou d'articles de référence ou si vous connaissez des sites web de qualité traitant du thème abordé ici, merci de compléter l'article en donnant les références utiles à sa vérifiabilité et en les liant à la section « Notes et références ».
Pour les articles homonymes, voir Laterrière.
Pierre-Jean Sales de Laterrière (1789-1834) est le fils ainé de Pierre de Sales Laterrière.

## Biographie
Médecin, officier de milice, juge de paix, il effectue des études de médecine au Séminaire de Québec. Durant la guerre de 1812, il est chirurgien dans le régiment des Voltigeurs de Salaberry. Il épousa une Anglaise et passa une partie de sa vie entre Les Éboulements, Québec et l'Angleterre.
Laterrière est l'auteur de A Political and Historical Account of Lower Canada, un réquisitoire en faveur des Canadiens français maltraités sous le Régime anglais.
Philippe Aubert de Gaspé brosse un portrait de Laterrière dans ses Mémoires. Ils étaient amis au moment où ils effectuaient tous deux leurs études à Québec: "dès que j'eus fait la connaissance de Pierre de Sales Laterrière, nous devînmes amis inséparables ."